# Columbia Graphophone Company
Columbia Graphophone Company — британський лейбл звукозапису, заснований як підрозділ американської компанії Columbia Phonograph Company (пізніше — Columbia Records) 1900 року.

## Історія
1900 року в Лондоні було створено представництво американської компанії Columbia Phonograph Company, яка до цього вже мала європейські філії у Франції, Німеччині, Польщі та Росії. Компанію розповсюджувала записи американських музикантів, що були видані на лейблі Columbia, а також видавали твори місцевих виконавців, таких як Джордж Робі та Ден Лено. Після Першої світової війни в Великій Британії було зареєстровано торговельну марку Columbia Graphophone Company Limited, проте фактично компанія була підпорядкована американському відділенню Columbia. Справжню незалежність британське відділення отримало 1922 року, коли через фінансові проблеми його викупив Луїс Стерлінг, врятувавши компанію від банкрутства.
Під керівництвом Стерлінга британська Columbia досягла значних успіхів: станом на 1929 рік їхній річній дохід складав 500 тис. фунтів. Компанія поглинула декілька менших лейблів, серед яких Okeh, Parlophone та Odeon, японський Nipponphone та французьке відділення Pathe Records. На лейблі звукозапису Columbia виходили записи провідних гуртів, а також виконання класичних творів. Проте після Великої депресії та загальносвітової економічної кризи було вирішено об'єднати Columbia з одним з головних конкурентів, британською компанією Gramophone Company, і 1931 року вони обидві увійшли до новоствореної компанії Electric and Musical Industries, більш відомої як EMI.
Надалі Columbia стала одним з лейблів EMI, поряд з His Master's Voice (HMV) та Parlophone, сфокусувавшись на випуску класичної музики. Серед виконавців, чиї записи виходили на EMI/Columbia: італійський оперний співак Тіто Гоббі, британська співачка Кетлін Феррір та грецька оперна зірка Марія Каллас. Починаючи з 1950-х років і протягом двох десятиріч Columbia була одним з найуспішніших поп- та рок-лейблів Великої Британії. Зірками лейблу 1950-х років були ірландська співачка Рубі Мюррей, трубач Едді Калверт, піаніст Расс Конвей, співак Кліф Річард, The Shadows, Гелен Шапіро; у 1960-ті роки — гурти Gerry and the Pacemakers, The Animals, The Dave Clark Five, Herman's Hermits, Pink Floyd.
Занепад британської Columbia почався у 1970-ті роки, коли EMI відкрили власний лейбл EMI Records, почавши видавати там записи Кліфа Річарда та The Shadows. На Columbia продовжували виходити записи класичної музики, але головним навіть в цьому напрямку залишався лейбл HMV. При цьому компанія зберігала права на використання торговельної марки «Columbia» в Великобританії, в той час, як американська Columbia Records використовувала за межами США назву «CBS Records». Врешті решт, після того, як японський медіагігант Sony придбав американську Columbia Records, в 1990-ті роки вони викупили в EMI права на використання назви «Columbia» в Великій Британії та інших країнах.